# بخش شتوبریان-آنسنی
بخش شتوبریان-آنسنی (به فرانسوی: Arrondissement de Châteaubriant-Ancenis) یک بخش در فرانسه است که در لوآر-آتلانتیک واقع شده‌است.